# United Reformed Church
La United Reformed Church, en français : Église réformée unie, est une organisation religieuse chrétienne protestante réformée au Royaume-Uni. Elle compte environ 46 500 membres dans 1 383 congrégations et 608 ministres actifs, dont 13 travailleurs communautaires liés à l'Église.  

## Histoire

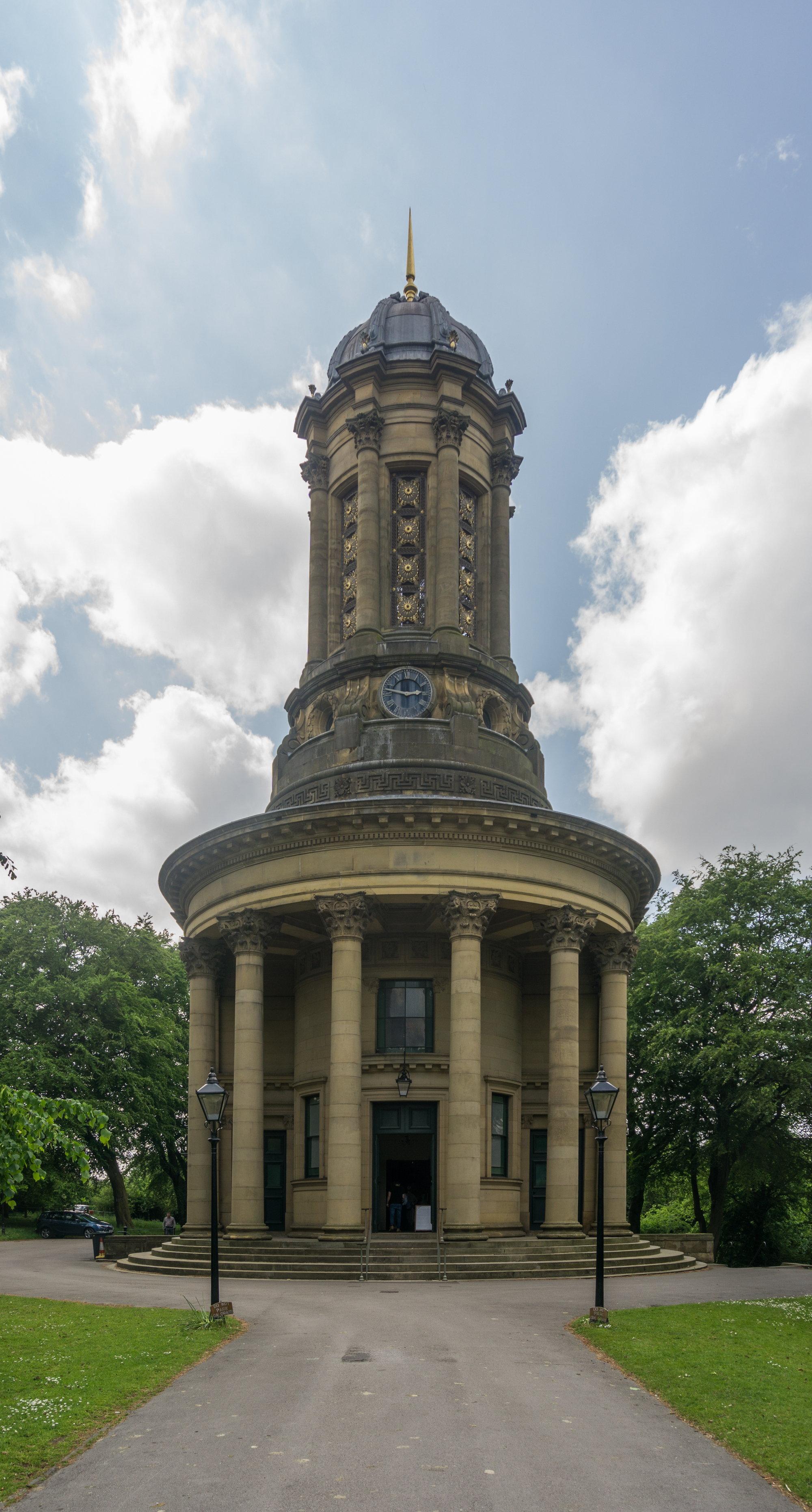
Église réformée unie de Saltaire, Yorkshire de l'Ouest

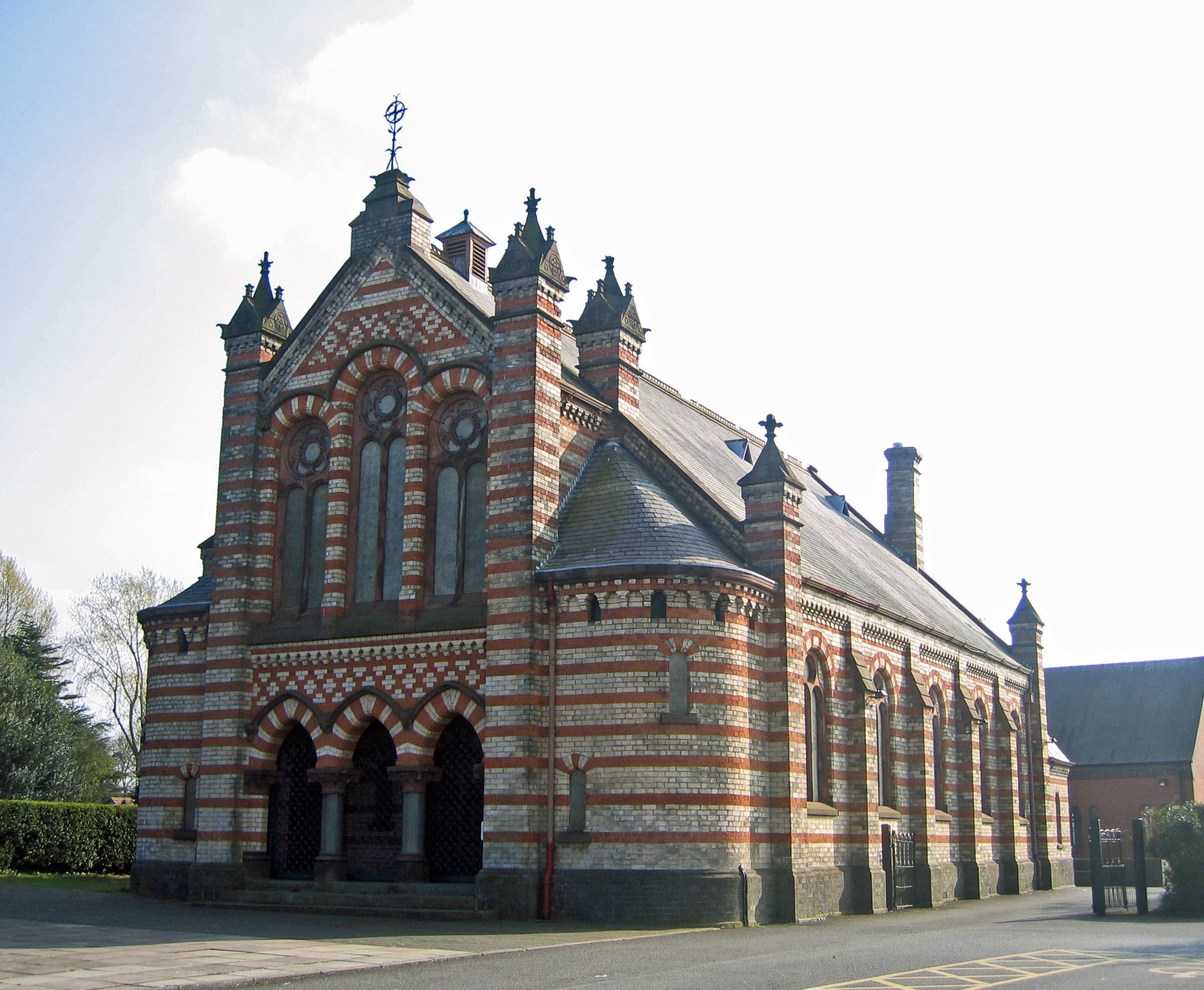
Église réformée unie de Winsford, Cheshire

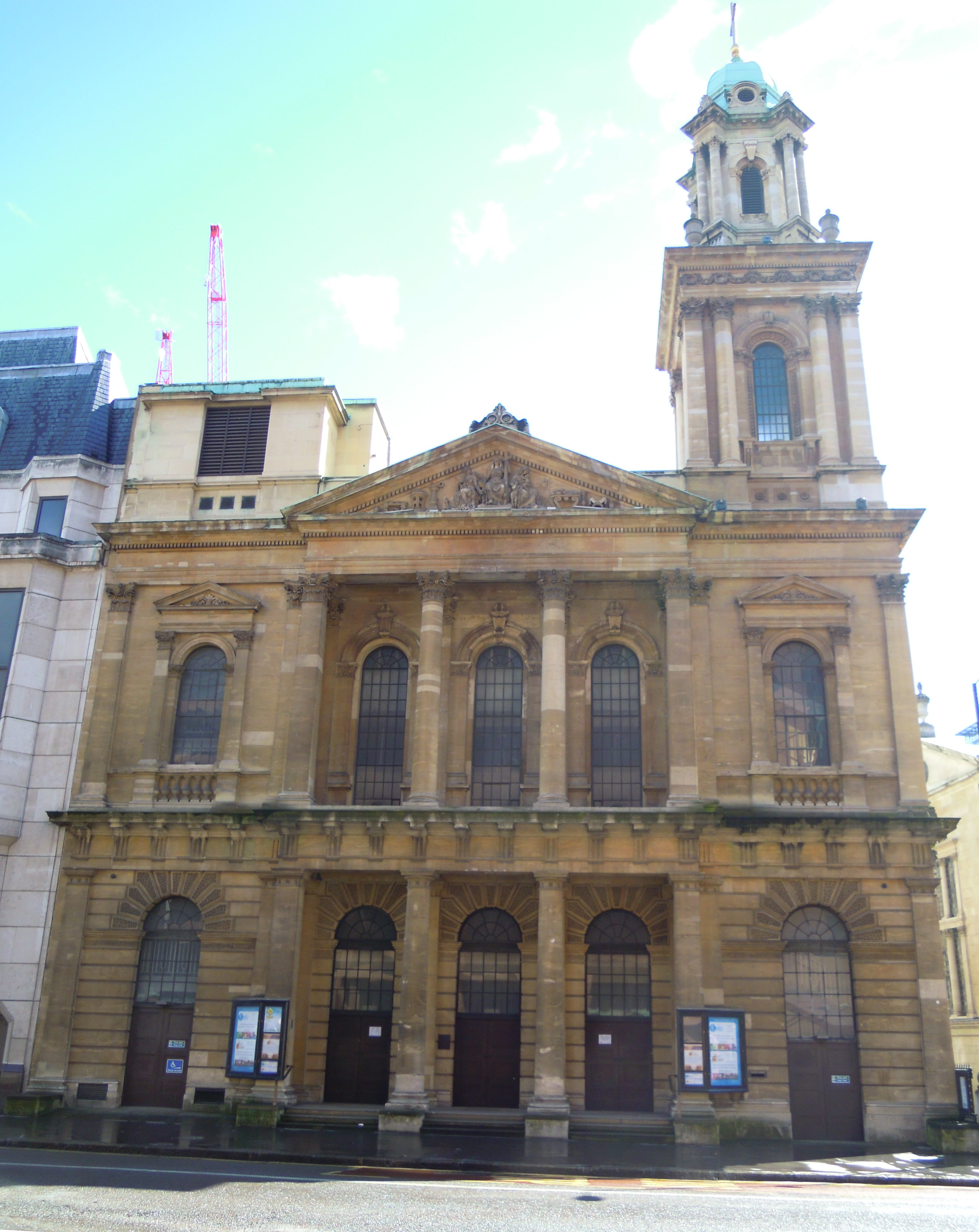
City Temple de Londres

La United Reformed Church est le résultat de l'union en 1972 de l'Église presbytérienne d'Angleterre et de l'Église congrégationaliste d'Angleterre et du Pays de Galles. En présentant le projet de loi sur l'Église réformée unie à la Chambre des communes le 21 juin 1972 Alexander Lyon l'a qualifié de « l'une des mesures les plus historiques de l'histoire des Églises chrétiennes de ce pays ». 
En 1981, l'URC est rejoint par la Re-formed Association of Churches of Christ. En 2000, la rejoint la Congregational Union of Scotland
En 1982, l'URC vote en faveur d'une alliance avec l'Église d'Angleterre, l'Église méthodiste et l'Église morave, ce qui aurait signifié remodeler ses modérateur comme évêques et intégrer leurs ministères dans la succession apostolique. Mais l'Église d'Angleterre rejette finalement l'alliance,,.  
En 2012, l'URC vote pour permettre la bénédiction des partenariats civils de même sexe. En 2016, l'URC vote pour permettre à ses églises de célébrer la bénédiction de mariages homosexuels.
Formée dans un acte d'union œcuménique, l'URC est attachée à l'œcuménisme. La dénomination est membre de nombreuses organisations œcuméniques, notamment Churches Together en Grande-Bretagne et en Irlande, le Conseil œcuménique des Églises, la Conférence des Églises européennes, la Communauté d'Églises protestantes en Europe, la Communion mondiale des Églises réformées et le Conseil pour la mission mondiale. 